# Сајкстон (Мисури)
Сајкстон (енгл. Sikeston) град је у америчкој савезној држави Мисури.

## Демографија
По попису из 2010. године број становника је 16.318, што је 674 (-4,0%) становника мање него 2000. године.
| Група             | 2000.          | 2010.          |
| Белци             | 12.752 (75,0%) | 11.231 (68,8%) |
| Афроамериканци    | 3.800 (22,4%)  | 4.275 (26,2%)  |
| Азијати           | 63 (0,4%)      | 138 (0,8%)     |
| Хиспаноамериканци | 204 (1,2%)     | 378 (2,3%)     |
| Укупно            | 16.992         | 16.318         |